# Râul Conemaugh
Râul Conemaugh este un afluent al râului Kiskiminetas din Statele Unite ale Americii. Cu o lungime de 110 km (70 mile), acesta traversează comitatele Westmoreland, Indiana și Cambria și zonele metropolitane ale orașelor Pittsburgh și Johnstown din statul Pennsylvania. Numele râului are la origini cuvântul kwənəmuxkw, care înseamnă „vidră” în limba Unami-Lenape, vorbită de o populație indigenă, putând fi tradus ca „Pârâul vidrei”.

## Curs

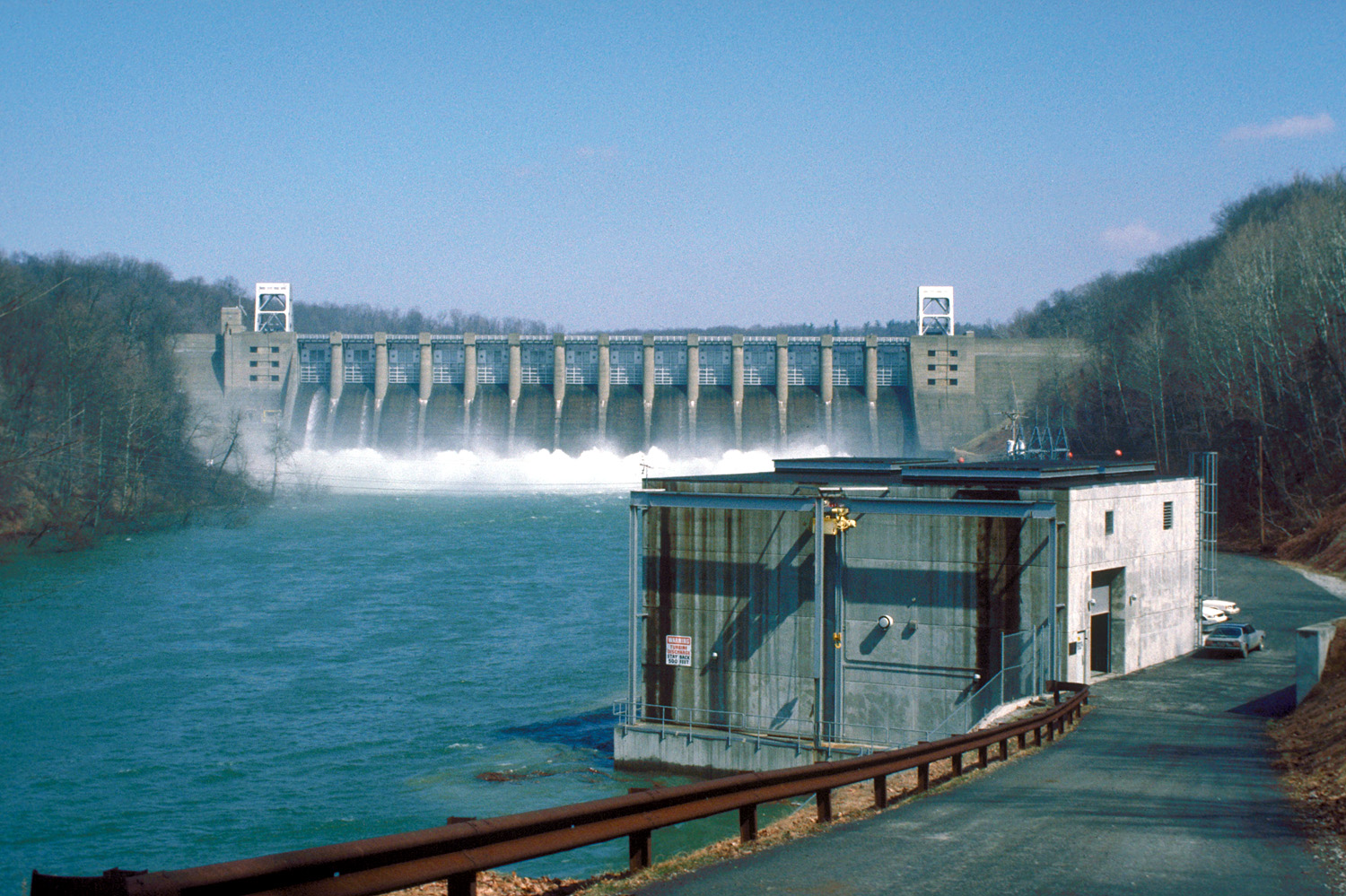
Barajul râului Conemaugh, în apropierea orașului Saltsburg, Pennsylvania

Râul Conemaugh se formează la confluența pârâurilor Little Conemaugh și Stonycreek, în aproprierea localității Johnstown, în sud-vestul comitatului Cambria. Cursul acestuia este orientat pe direcția V-NV, formând numeroase meandre de-a lungul unei zone muntoase situată la nord de dealurile Laurel Hill și Chestnut Ridge. Râul are doi afluenți principali, pârâul Blacklick, cu care se unește la nord-vest de Blairsville, și pârâul Loyalhanna, cu care se întâlnește în apropiere de Saltsburg, formând râul Kiskiminetas. O mare parte din cursul său inferior se află la granița dintre comitatele Westmoreland și Indiana.

## Bazin hidrografic

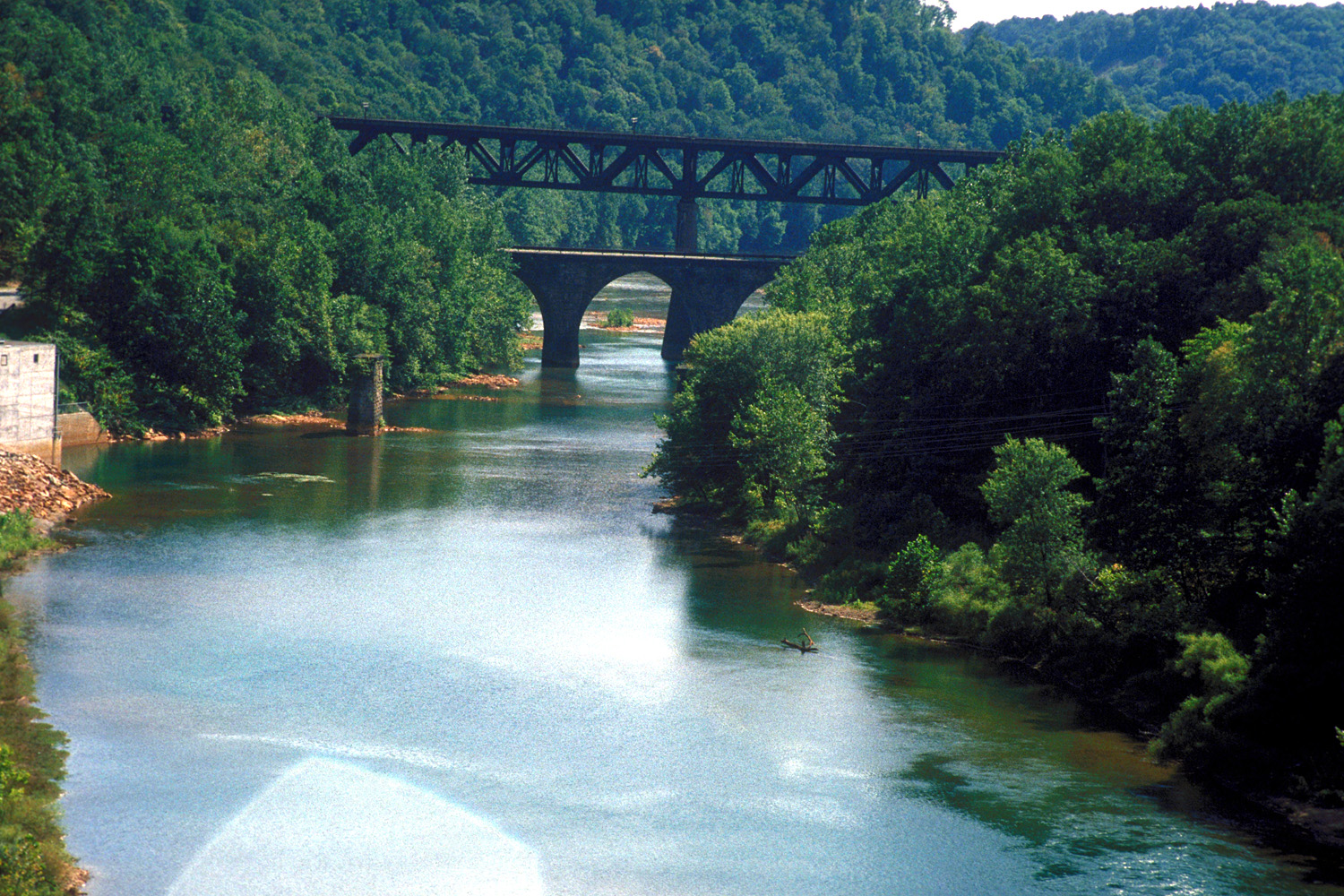
Poduri istorice în aval de barajul râului Conemaugh: pod feroviar (1864), pod în arc (1907) și pod feroviar (1952)

Bazinul râurilor Kiskiminetas-Conemaugh acoperă o zonă muntoasă pitorească, situată în centrul unei regiuni miniere importante din partea de vest a Pennsylvaniei. Înainte de construirea barajului, orașul Livermore era un punct de popas important de-a lungul fostului curs al râului și căii ferate, deservind zona cuprinsă între orașele Blairsville și Saltsburg. Bazinul hidrografic al celor două râuri este considerat a fi unul dintre cele mai poluate din regiune, în principal din cauza deversărilor de la minele abandonate din apropriere. Numeroase agenții de stat și private din regiune au dezvoltat proiecte pentru regenerarea acestei zone. 